# Référendum de 1922 en Rhodésie du Nord
Un référendum sur la fusion avec la Rhodésie du Sud a eu lieu en Rhodésie du Nord en février 1922 parallèlement aux élections du Conseil consultatif. La proposition a été rejetée par 82 % des électeurs, généralement favorables à ce que le territoire devienne une colonie de la Couronne dotée d'un Conseil législatif.

## Campagne
La fusion a été soutenue par Francis Chaplin, qui était gouverneur de la Rhodésie du Nord et du Sud. Les opposants comprenaient Leopold Moore, un homme politique très célèbre dans la région et membre du Conseil consultatif.

## Résultats
| Choix                            | Votes | %     |
| -------------------------------- | ----- | ----- |
| Pour                             | 310   | 17,95 |
| Contre                           | 1 417 | 82,05 |
| Votes invalides/blancs           |       | –     |
| Total                            | 1 727 | 100   |
| Électeurs inscrits/participation |       |       |
| Source : Gelfand                 |       |       |

## Sources
1. 1 2  Michael Gelfand (1961) Northern Rhodesia in the days of the charter: medical and social study, 1878-1924, Basil Blackwell, p140
2. 1 2  Gelfand, pp140–141